# Hey, Pippi Langstrumpf

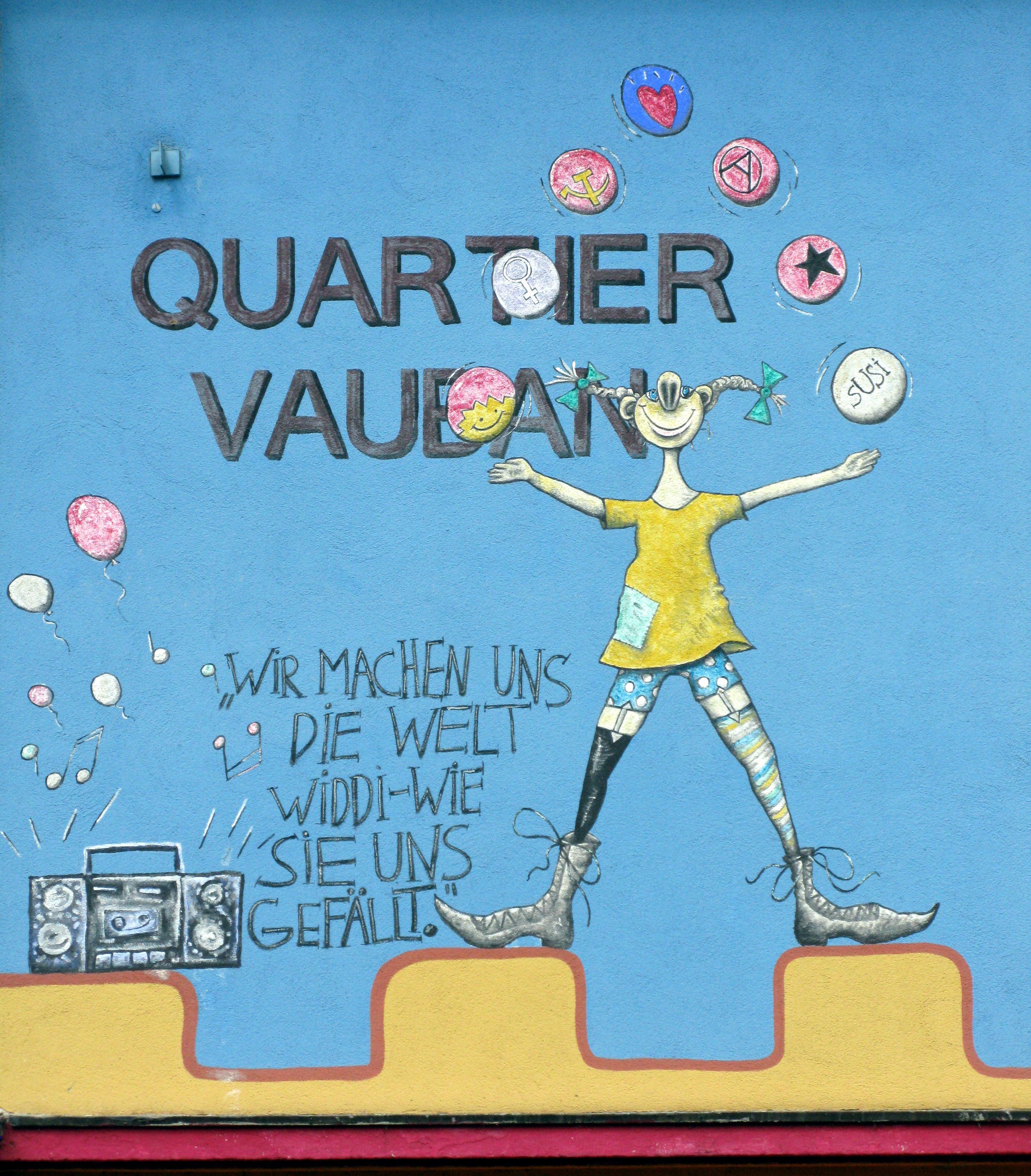
Fassadenmalerei in Freiburg mit einer Liedzeile des Pippi-Langstrumpf-Liedes

Hey, Pippi Langstrumpf! ist der Name der deutschen Version des Pippi-Langstrumpf-Liedes Här kommer Pippi Långstrump. Es entstand als Titellied der Pippi-Langstrumpf-Fernsehserie, wurde 1969 veröffentlicht und durch Film und Fernsehen populär.

## Hintergrund
Der Originaltext ist von Astrid Lindgren. Als Übersetzer der deutschsprachigen Fassung werden Wolfgang Franke und Helmut Harun genannt. Die deutsche Version weicht von der Originalversion inhaltlich stark ab (z. B. „2 × 3 macht 4“ fehlt in der schwedischen Version). Gerade diese Stelle wird allerdings aus der deutschen Version immer wieder zitiert. In einem Streit zwischen den Erben von Astrid Lindgren und denen von Wolfgang Franke um die Rechte am Liedtext entschied das Landgericht Hamburg im Dezember 2020 (Az. 308 O 431/17) zugunsten der Erben Lindgrens. Lindgren habe es schon 1969 ausdrücklich abgelehnt, dass sich Wolfgang Franke als alleiniger Verfasser der deutschen Textversion nenne.
Die Melodie des Liedes stammt vom schwedischen Jazzmusiker Jan Johansson. Für die deutsche Version ist neben Johansson auch der deutsche Komponist mehrerer Spielfilm- und Fernsehproduktionen Konrad Elfers eingetragen.
Die Sängerin der schwedischen Originalversion war Inger Nilsson. Das Titellied der deutschen Pippi-Langstrumpf-Filme, die aus der Fernsehserie entstanden und in Deutschland zuerst liefen, wurde von Rosy Teen gesungen. Das Titellied für die 1971 gestartete deutsche Fernsehserie sang Eva Mattes unter dem Titel: Hei Pippi Langstrumpf.

## Inhalt
Nach einem kurzen Intro setzt der Gesang von Pippi Langstrumpf (in erster Person) ein:
Zwei mal drei macht vier,
widewidewitt und drei macht neune,
ich mach mir die Welt,
widewide wie sie mir gefällt.
In den darauf folgenden Textteilen werden in dritter Person der Name der Protagonistin und erneut ihre Handlungsmaxime genannt:
[…]
hej, Pippi Langstrumpf,
die macht, was ihr gefällt.
Spätere Liedteile (wieder in erster Person) nehmen Bezug auf Pippis Wohn- und Lebenssituation und die von ihr betriebene Tierhaltung:
Ich hab ein Haus,
ein kunterbuntes Haus,
ein Äffchen und ein Pferd,
die schauen dort zum Fenster raus.
[…]
Die einführende Rechnung wird in späteren Textteilen variiert:
Drei mal drei macht sechs,
widewide wer wills von mir lernen?
[…]

## Varianten und Interpretationen
Das Lied ist im skandinavischen und deutschen Sprachraum bis heute populär. Neben Neuauflagen im Rahmen eines (Original-)Soundtracks mit der deutschen Fernseh-Synchronstimme von Inger Nilsson, Eva Mattes (u. a. „Generation Fernseh-Kult: Pippi Langstrumpf“, EAN: 4260044580081) finden sich auch zahlreiche Neubearbeitungen, vorgebliche Remixe und Variationen.
In den 1990er-Jahren wurden häufig Techno-Versionen der Titellieder bekannter Fernsehserien erstellt. In diesem Zusammenhang entstanden auch Neubearbeitungen des Pippi-Langstrumpf-Liedes, beispielsweise: Wo ist Pippi? und Jetzt kommt Pippi (Herr Nielsson & Der Kleine Onkel), Hey, Pippi Langstrumpf (Mex United), Hey, Pippi Langstrumpf (Tekknoheimer & Foggy) und Pippi Langhouse (KK Travels, nl.).
Die Kölner Punk-Kabarettband Heiter bis Wolkig interpretierte das Stück unter dem Titel Hey Rote Zora. Die deutsche Punk-Band WIZO coverte es ebenfalls. Die LuderZ feat. DJ Almklausi veröffentlichten 2003 eine Version unter dem Titel Hey kleines Luder. Till und Obel nahmen unter dem Titel Pippi lebt eine Version im Stil von Herbert Grönemeyer auf. Annalena, Jan und Roland Kaiser veröffentlichten 2006 ihre Version.
Weiterhin gibt es noch eine ruhige Jazzversion, die Johanssons Kollege Georg Riedel 1973 mit weiteren schwedischen Musikern einspielte, und eine mit vielen Tempowechseln versehene Jazzversion vom finnischen Lenni-Kalle Taipale Trio mit dem Titel Peppi (Här kommer Pippi Långstrump). Mit der Norrbotten Big Band legte Riedel 2013 das Bigband-Album Emil, Pippi, Karlsson & Co vor, das er 2015 mit der Sängerin Sarah Riedel und der Bohuslän Big Band auch in Deutschland bei JazzBaltica präsentierte. Pablo Held spielte den Titel mit Kit Downes auf seinem Album Buoyancy (2023) ein.
Bekannt ist das Lied auch bei deutschen Fußballfans. Dessen Absingen, begleitet durch synchrones rhythmisches Hüpfen, wurde schon mit der Frage der Standsicherheit des Dortmunder Westfalenstadions in Verbindung gebracht. In den letzten Jahren modifizierten Anhänger der Profifußballabteilung des Vereins Eintracht Frankfurt den ursprünglichen Text in: „Hey Eintracht Frankfurt […] Hey Eintracht Frankfurt […]“, behielten die Melodie aber bei und singen die neuentwickelten Textfragmente begleitet von Hüpfbewegungen ab.
Die A-cappella-Band Füenf verspottete mit „Wulle Sparstrumpf“, zur selben Melodie gesungen, den zurückgetretenen Bundespräsidenten Christian Wulff.
2017 strahlte das NDR-Satiremagazin extra 3 eine von Dennis Kaupp und Jesko Friedrich produzierte Songparodie des Liedes unter dem Titel Hey, Putin Kampfschlumpf aus, die sich satirisch mit dem russischen Staatspräsidenten Wladimir Putin und dessen Putinismus auseinandersetzte.

## Trivia
In den Folgen 14 bis 17 der Fernsehserie kommt der Textteil über Pippis Wohnsituation nicht zum Einsatz, da die Protagonisten in diesen Folgen weit weg von zu Hause sind und die Wohnsituation somit keine wichtige Rolle spielt; Pippis Haus und ihr Pferd kommen hier nur am Anfang und am Ende vor.
Das Kunstwort widewidewitt taucht ebenso wie im Eisenbart-Lied bzw. Ein Mann, der sich Kolumbus nannt auch in Zu Regensburg auf der Kirchturmspitz auf.

## Kurioses
In der Bundestagsdebatte „zur Situation in Deutschland“ am 3. September 2013, der letzten Plenarsitzung des 17. Deutschen Bundestages vor der Bundestagswahl am 22. September 2013, fühlte sich die damalige Generalsekretärin der oppositionellen SPD Andrea Nahles durch „Beiträge von Kollegen der Regierungsfraktionen“ an ein „Gutenachtlied“ erinnert, von dem sie dann singend vortrug: „Ich mach' mir die Welt, widde widde wie sie mir gefällt.“ Ihr nicht ganz melodiesicherer Vortrag wurde bei YouTube hunderttausende Male angeklickt.
Aus dieser Liedzeile wird auch das „Pippi Langstrumpf-Prinzip“ (PLP) abgeleitet, eine Strategie, sich eine eigene Welt zu erschaffen, in der alle Entwicklungen dem eigenen Denken folgen (‚Ich mache mir die Welt, wie sie mir gefällt‘) und die Realität zu ignorieren.